# کوه سنجو (توتوری)
کوه سنجو (به ژاپنی: 船上山, Senjō-san)، کوهی در شهر کوتوئورا، توتوری، استان توتوری، ژاپن است.

## تاریخ
گفته می‌شود که کوه سنجو به عنوان یک مکان کوهستانی مقدس در دوران وادو توسط آکای شونین یا چیشاکو شونین به عنوان معبد چیشاکوجی تأسیس شده است. در آغاز دوره نانبوکوچو، امپراتور گو-دایگو که از جزایر اوکی فرار کرده بود، توسط ناوا ناگاتوشی، خاندان قدرتمند خاندان هوکی مورد استقبال قرار گرفت و قصری در کوه فوناکامی ساخت. این یک میدان نبرد قدیمی است که در آن نبرد شدید (نبرد کوه سنجو ja:船上山の戦い) بین طرف امپراتور گو-دایگو، ناوا ناگاتوشی، و طرف کاماکورا شوگون سالاری، ساساکی کیوتاکا ja:佐々木清高، درگرفت. یک بنای مقدس در کاماگاهارا در نزدیکی قله کوه وجود دارد. در سال ۱۹۳۲ به عنوان یک مکان تاریخی ملی تعیین شد (شوا ۷).
در فوریه ۱۳۳۳، امپراتور گو-دایگو مخفیانه از جزایر اوکی گریخت، در حالی که شوگون‌سالاری کاماکورا در تصرف قلعه چیهایا مشکل داشتند. سپس در کوه سنجو در ولایت هوکی (استان توتوری غربی امروزی) پناه گرفت و فرمان برای احضار سامورایی‌ها از سراسر ژاپن صادر کرد.
در نتیجه سامورایی‌هایی که از شوگون‌سالاری کاماکورا ناراضی بودند و کسانی که منتظر تغییر اوضاع بودند در اطراف امپراتور گو-دایگو جمع شدند. در همان زمان آکیماتسو نوریمارو و که قدرتش افزایش یافته بود به کیوتو لشکر کشید و ارتش سرنگون‌کننده شوگون‌سالاری نیز در نبرد در شیکوکو پیشروی می‌کرد. سپس، شوگون‌سالاری اخبار تکان دهنده‌ای را دریافت کرد. گفته می‌شد که «آشیکاگا تاکائوجی» که به کوه سنجو فرستاده شد تا امپراتور گودایگو را تحت سلطه خود درآورد، خیانت کرده و به سمت روکوهارا (کیوتو) در حال حرکت است. روکوهارا به سرعت دفاع خود را محکم کرد و برای حمله آماده شد.